# Брьомзенталер
Бремзенталер або бремзенталер (нім. Brömsentaler чи нім. Bremsentaler) — кілька монетних типів талерів вільного міста Любек XVI століття. Їх відмінною рисою було зображення в круговому написі монети одного або двох ґедзів (нім. Bremsen), звідки вони і отримали свою назву. Ці великі мухи були символом роду Бремзе, до яких належали мери Любека Миколай   (бл. 1472-1543) і Дітріх фон Брьомзе  (1540-1600).
Перші три типи бремзенталерів випустили в 1537. Спільним для них є зображення імператора Карла V на реверсі та символів міста на аверсі. У круговому написі аверсу і вміщено знаки сім'ї Бремзе. Наступні випуски бремзенталерів датовані 1594-1599.